# Crepidium lowii
Crepidium lowii är en orkidéart som först beskrevs av Charles Jacques Édouard Morren, och fick sitt nu gällande namn av Dariusz Lucjan Szlachetko. Crepidium lowii ingår i släktet Crepidium, och familjen orkidéer. Inga underarter finns listade i Catalogue of Life.